# The Flim-Flam Man
The Flim-Flam Man (titulada en español Un fabuloso bribón en España y El amable estafador en México) es una película de comedia estadounidense de 1967 dirigida por Irvin Kershner, protagonizada por George C. Scott, Michael Sarrazin y Sue Lyon, basada en la novela de 1965 The Ballad of the Flim-Flam Man de Guy Owen. La película cuenta con actores de carácter reconocidos en papeles secundarios, incluidos Jack Albertson, Slim Pickens, Strother Martin, Harry Morgan y Albert Salmi.
La película está ambientada en el campo y los pequeños pueblos del sur de Estados Unidos, y fue filmada en el área de los condados de Anderson y Clark, Kentucky. También se destaca por su banda sonora de música folk del compositor Jerry Goldsmith. La canción principal de la película, «Flim Flam Man», escrita por Laura Nyro, se convirtió más tarde en un éxito para Barbra Streisand.

## Argumento
Mordecai C. Jones es un embaucador que se gana la vida defraudando a personas en el sur de Estados Unidos utilizando trucos como tableros perforados, naipes y billeteras encontradas. Se hace amigo de un joven llamado Curley, un desertor del ejército de los Estados Unidos, y los dos forman un equipo para ganar dinero. En sus escapadas, destrozan una ciudad durante una persecución espeluznante en un coche robado, roban un camión cargado con whisky ilegal que venden, escapan de la oficina del sheriff y descubren un burdel en un barco fluvial. En la escena final, Mordecai explica cómo se ve a sí mismo.

## Reparto
- George C. Scott como Mordecai Jones.
- Michael Sarrazin como Curley.
- Sue Lyon como Bonnie Lee Packard.
- Harry Morgan como el sheriff Zebulon «Zeb» Slade.
- Jack Albertson como el señor Packard.
- Alice Ghostley como la señora Packard.
- Albert Salmi como adjunto Meshaw.
- Slim Pickens como Jarvis Bates.
- Strother Martin como Lovick.
- George Mitchell como Tetter.
- Woodrow Parfrey como director de supermercado.

## Producción
La película se filmó principalmente en el centro de Kentucky durante la segunda mitad de 1966.

## Premios
William Rose fue nominado al premio a la Mejor Escritura de Comedia Estadounidense otorgado por el Sindicato de Guionistas de Estados Unidos.

## Recepción
Roger Ebert, del Chicago Sun-Times, dijo: «La película se rodó en locaciones, principalmente en Kentucky, y adquiere una sensación real de autenticidad. Estas son verdaderas tiendas en los cruces de caminos y verdaderos campesinos sureños con los ojos muy abiertos, observando al astuto de la ciudad barajar las cartas. Y muchos de los episodios son divertidísimos. Creo que hace algún tiempo anuncié, en relación con Casino Royale (1967), que las escenas de persecución ya habían acabado como elemento para provocar risas en las películas. Me equivoco de nuevo. Hay una persecución. En esta escena que es un clásico, el hombre farsante, vestido de ministro, y su alumno, vestido de víctima de un accidente, roban un coche y guían al sheriff en una persecución brillantemente fotografiada por las aceras y entre los carros de sandías del Sur... También hay algunas escenas muy bien dirigidas en las que Scott va superando gradualmente las sospechas de sus víctimas, se gana su confianza, permite que su compañero se gane unos cuantos dólares y luego, oh, tan inocentemente le pregunta a un productor de tabaco si le gustaría especular sobre qué carta era la reina».

### Taquillas
Según los registros de Fox, la película necesitaba ganar 6 400 000 dólares en alquileres para alcanzar el punto de equilibrio y ganó 3 525 000 dólares, lo que significa que incurrió en pérdidas.